# Bleiloch

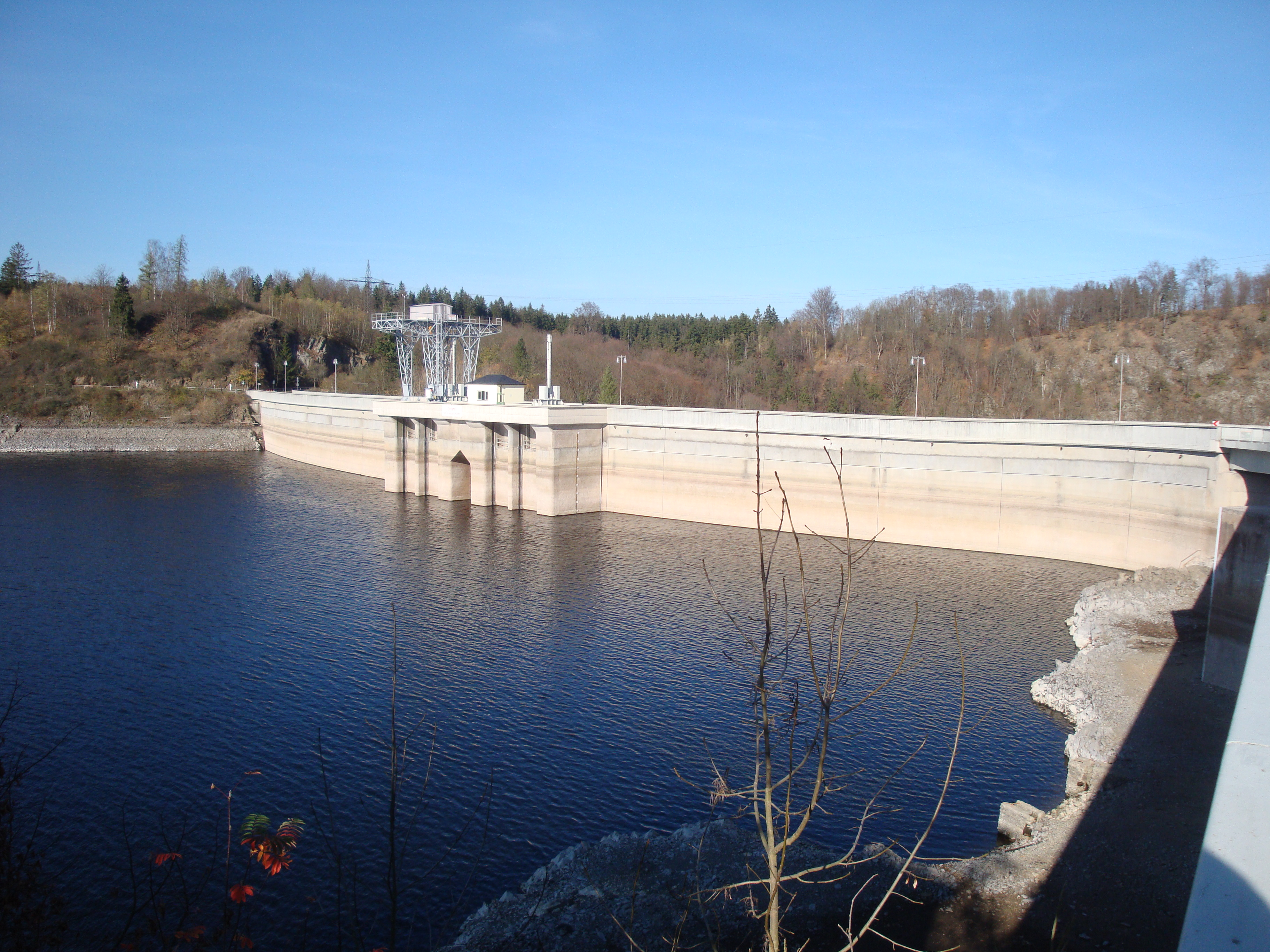
Dammbyggnaden, vy från östra sidan.

Bleiloch är en damm och ett vattenkraftverk i Saale i Thüringen nära Saalburg.
Dammen uppfördes 1930-1932 och är den största i Tyskland, 65 meter hög och 205 lång längs krönet. Vattenmagasinet har en yta på 9,2 kvadratkilometer och rymmer 215.000.000 kubikmeter vatten. Dammen höjer Elbes lågvatten mellan Saales mynning och Magdeburg.